# Палац Гольнштайн
Палац Гольнштайн (нім. Palais Holnstein) — історична будівля в Мюнхені, на півдні Німеччини, яка є резиденцією архієпископа Мюнхенського та Фрайзингського з 1818 року.

## Історія
Франсуа де Кювільє побудував палац між 1733 та 1737 роками для Софії-Кароліни фон Інгенхайм, графині Гольнштайн, фаворитки баварського курфюрста Карла Альбрехта. Палац Гольнштайн спроєктований як чотирикрилий будинок навколо внутрішнього двору. Внутрішнє оздоблення було виконане Йоганном Баптистом Циммерманом. Найкращий палац Мюнхена в стилі рококо. Тільки елегантний фасад можна оглянути зовні, сам палац закритий для публіки.
Палац є державною власністю з 1818 року. З 1821 року він є резиденцією архієпископа Мюнхена та Фрайзінга, тому його також називають Архієпископським палацом. Внутрішні кімнати недоступні. Першим мюнхенським архієпископом у палаці був архієпископ Лотар Ансельм фон Гебсаттель (1761–1846).
З 1977 по 1982 роки палац Гольнштайн служив резиденцією архієпископа кардинала Йозефа Ратцінгера (згодом Папа Бенедикт XVI), який зупинявся тут під час свого візиту у вересні 2006 року.
З 2008 по 2012 рік будівлю капітально відремонтовано. Другі сходи також були реконструйовані, а фреска на стелі з алегоричними фігурами Юстиції (Закон) та Пакс (Мир) роботи Йоганна Баптиста Циммермана на історичних головних сходах була значною мірою відновлена до свого первісного стану завдяки масштабним роботам. Баварія сплатила 6,5 з 8,7 мільйона євро витрат на реконструкцію (75 відсотків)

## Галерея

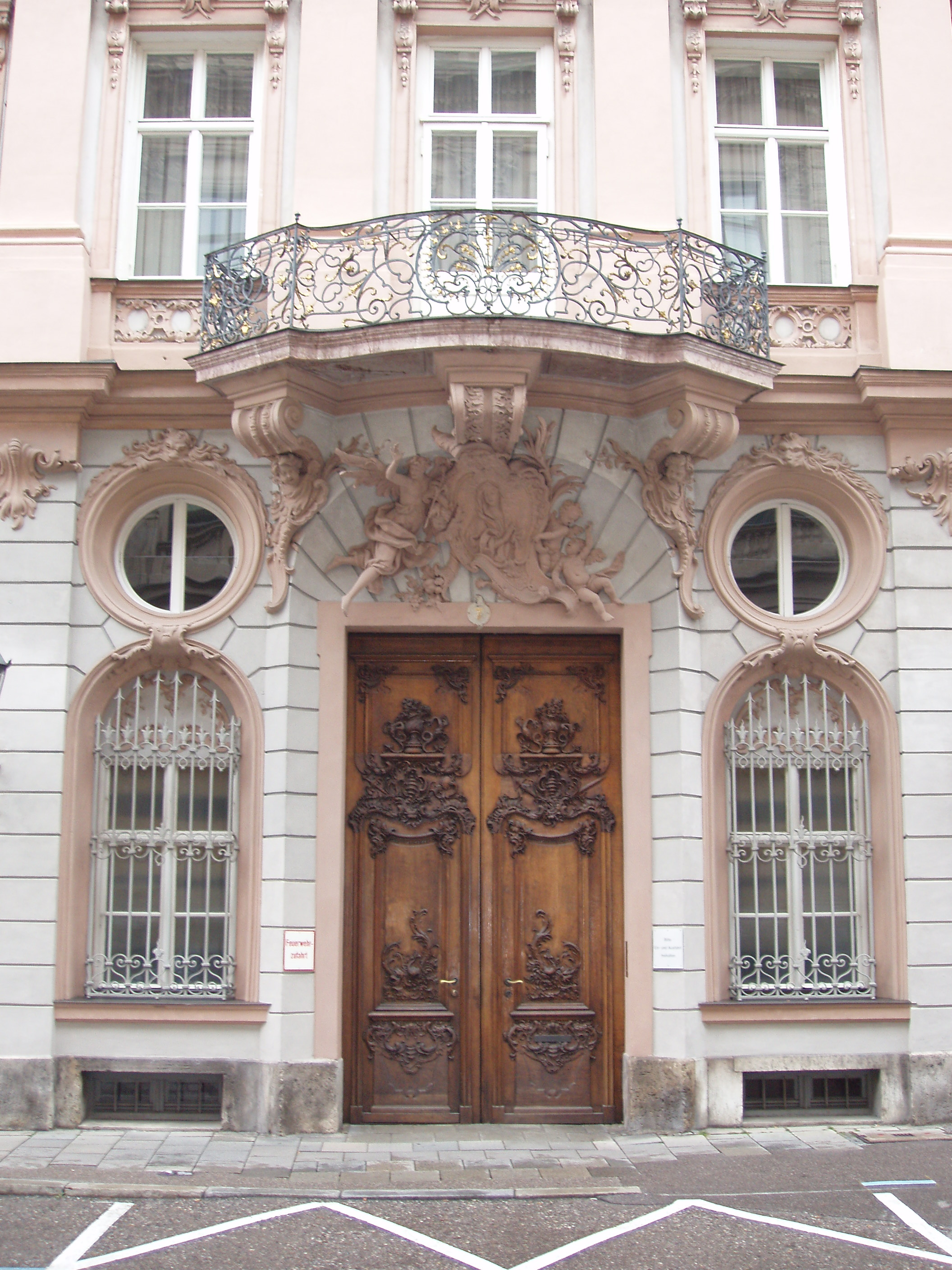
Портал з будинком Мадонни.
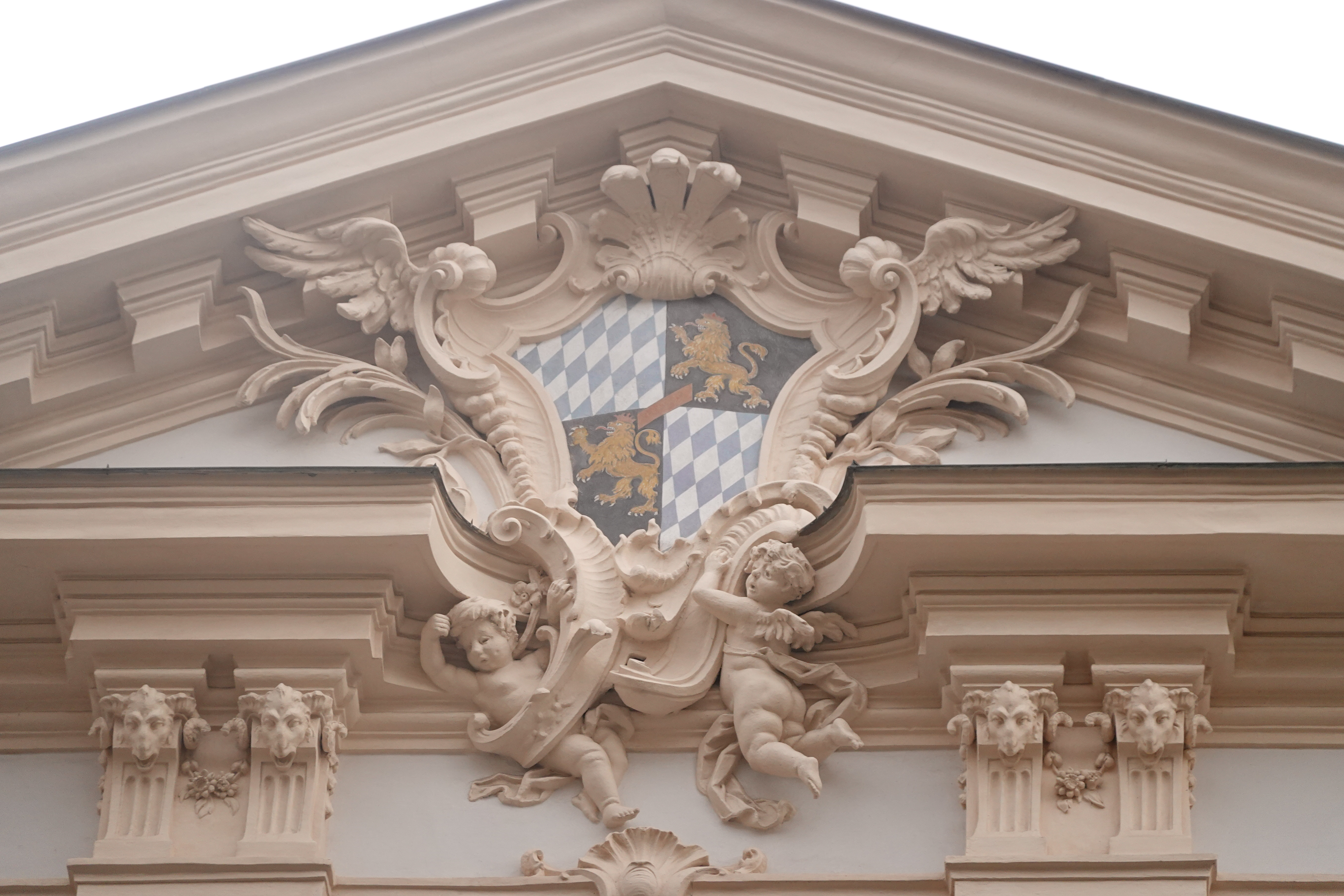
Герб на палаці.
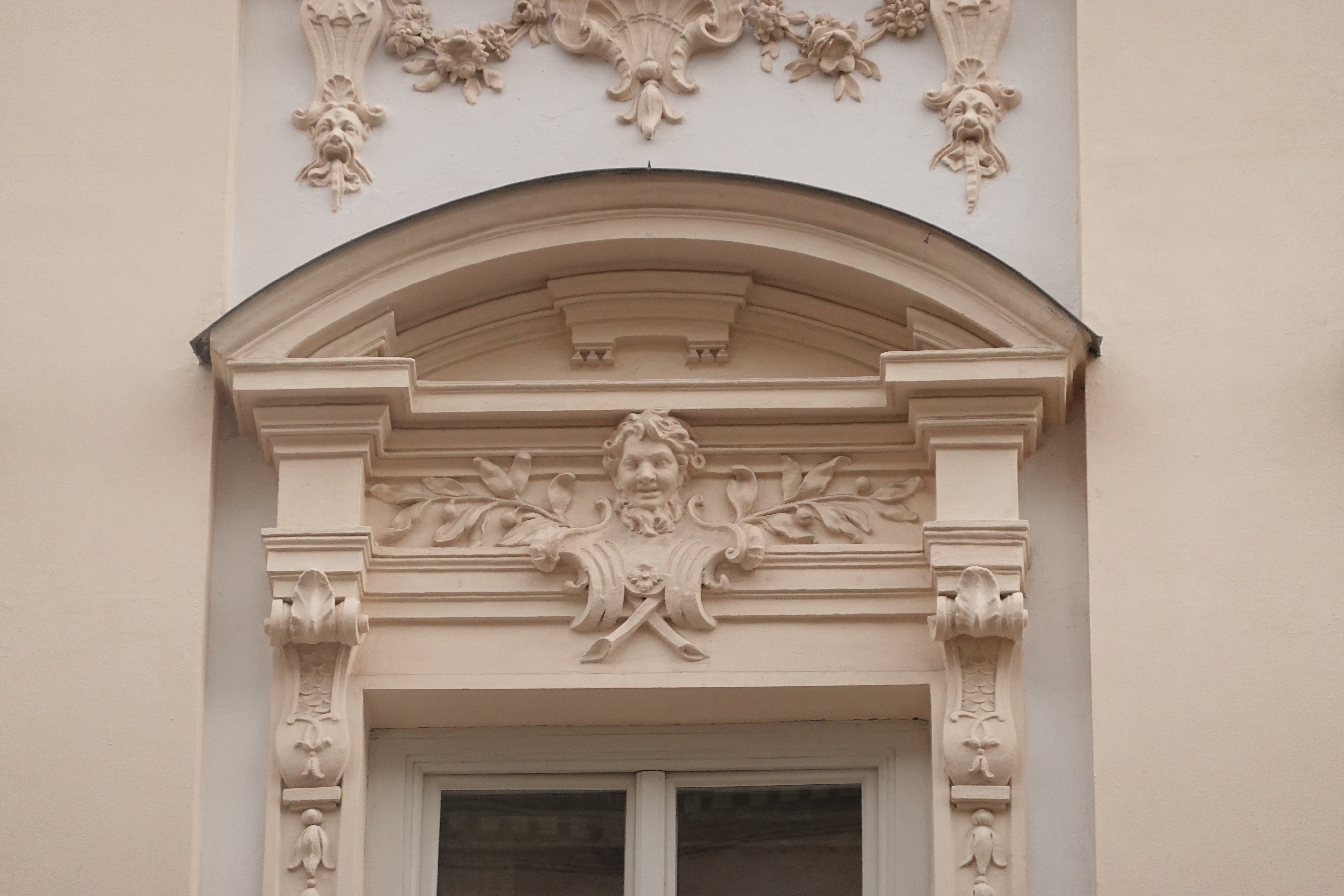
Рельєф над вікном.
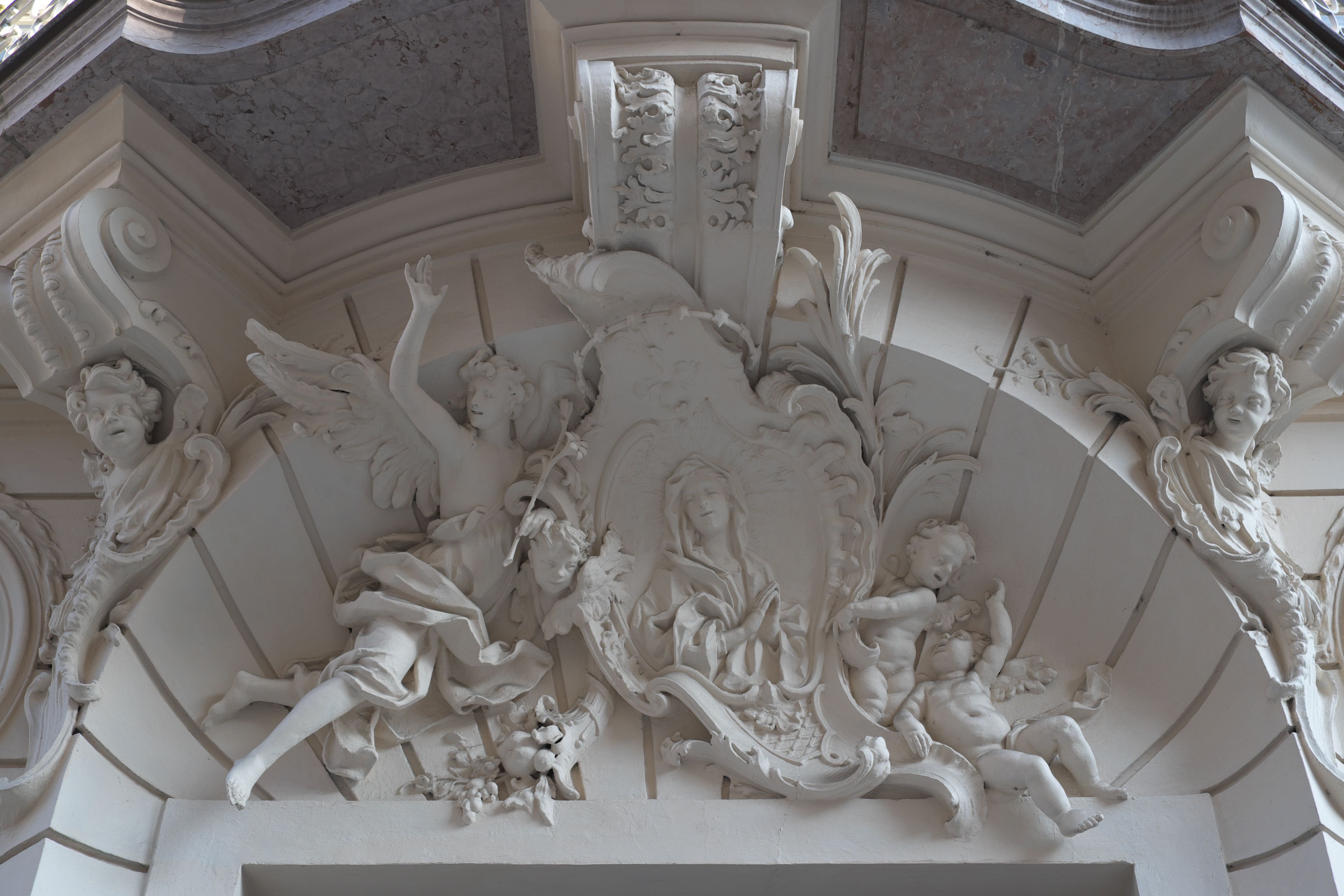
Ліпний декор.